# Kazuki Masaki
Kazuki Masaki (真崎一輝?, Masaki Kazuki; Fukuoka, 20 agosto 2000) è un pilota motociclistico giapponese ritiratosi dalle competizioni.

## Carriera
Comincia a correre all'età di tre anni, ed a ottenere risultati di rilievo a livello nazionale nel 2013. Nel 2015 corre nella Asia Talent Cup e nel All Japan Road Race Championship. Nel 2016 corre nella categoria Moto3 del campionato spagnolo Velocità. Nel 2017 vince la MotoGP Rookies Cup e fa il suo debutto nel motomondiale, correndo in Moto3 il Gran Premio della Comunità Valenciana come wild card con una Honda NSF250R, totalizzando sei punti.
Nel 2018 corre con la KTM RC 250 GP del team RBA BOE Skull Rider; il compagno di squadra è Gabriel Rodrigo. Ottiene come miglior risultato due tredicesimi posti (Qatar e Repubblica Ceca) e conclude la stagione al 31º posto con 9 punti. In questa stagione è costretto a saltare il Gran Premio d'Australia a causa della frattura del quinto metacarpo della mano sinistra rimediata nelle prove libere del GP. Nel 2019 rimane nello stesso team, con compagno di squadra Makar Yurchenko. Ottiene come miglior risultato un ottavo posto in Francia e termina la stagione al 27º posto con 14 punti.
Nel 2020 partecipa al CEV con il team Laglisse arrivando 9º in classifica finale. Il 9 dicembre dello stesso anno, annuncia il ritiro dalle corse all'età di 20 anni.

## Risultati nel motomondiale
| 2017 | Classe | Moto  |  |  |  |  |  |  |  |  |  |  |  |  |  |  |  |  |  |    |  | Punti | Pos. |
| ---- | ------ | ----- |  |  |  |  |  |  |  |  |  |  |  |  |  |  |  |  |  | -- |  | ----- | ---- |
| 2017 | Moto3  | Honda |  |  |  |  |  |  |  |  |  |  |  |  |  |  |  |  |  | 10 |  | 6     | 31º  |

| 2018 | Classe | Moto |    |    |    |    |    |    |     |    |    |    |    |    |    |    |     |    |    |    |    | Punti | Pos. |
| ---- | ------ | ---- | -- | -- | -- | -- | -- | -- | --- | -- | -- | -- | -- | -- | -- | -- | --- | -- | -- | -- | -- | ----- | ---- |
| 2018 | Moto3  | KTM  | 13 | 20 | 22 | 20 | 18 | 22 | Rit | 20 | 15 | 13 | 21 | AN | 15 | 21 | Rit | 22 | NP | 15 | 16 | 9     | 31º  |

| 2019 | Classe | Moto |    |    |    |    |   |     |    |    |    |     |    |    |     |    |    |    |    |    |    | Punti | Pos. |
| ---- | ------ | ---- | -- | -- | -- | -- | - | --- | -- | -- | -- | --- | -- | -- | --- | -- | -- | -- | -- | -- | -- | ----- | ---- |
| 2019 | Moto3  | KTM  | 19 | 23 | 16 | 13 | 8 | Rit | 16 | 13 | 17 | Rit | 24 | 26 | Rit | 25 | 18 | 20 | 17 | 18 | 16 | 14    | 27º  |

| Legenda | 1º posto        | 2º posto            | 3º posto            | A punti      | Senza punti        | Grassetto – Pole position Corsivo – Giro più veloce |
| Legenda | Gara non valida | Non qual./Non part. | Ritirato/Non class. | Squalificato | '-' Dato non disp. | Grassetto – Pole position Corsivo – Giro più veloce |